# Coassolo Torinese
Coassolo Torinese é uma comuna italiana da região do Piemonte, província de Turim, com cerca de 1.470 habitantes. Estende-se por uma área de 28 km², tendo uma densidade populacional de 53 hab/km². Faz fronteira com Locana, Corio, Monastero di Lanzo, Balangero, Lanzo Torinese.

## Demografia
| Variação demográfica do município entre 1861 e 2011                               |
|                                                                                   |
| Fonte: Istituto Nazionale di Statistica (ISTAT) - Elaboração gráfica da Wikipedia |